# Kartuschlåda

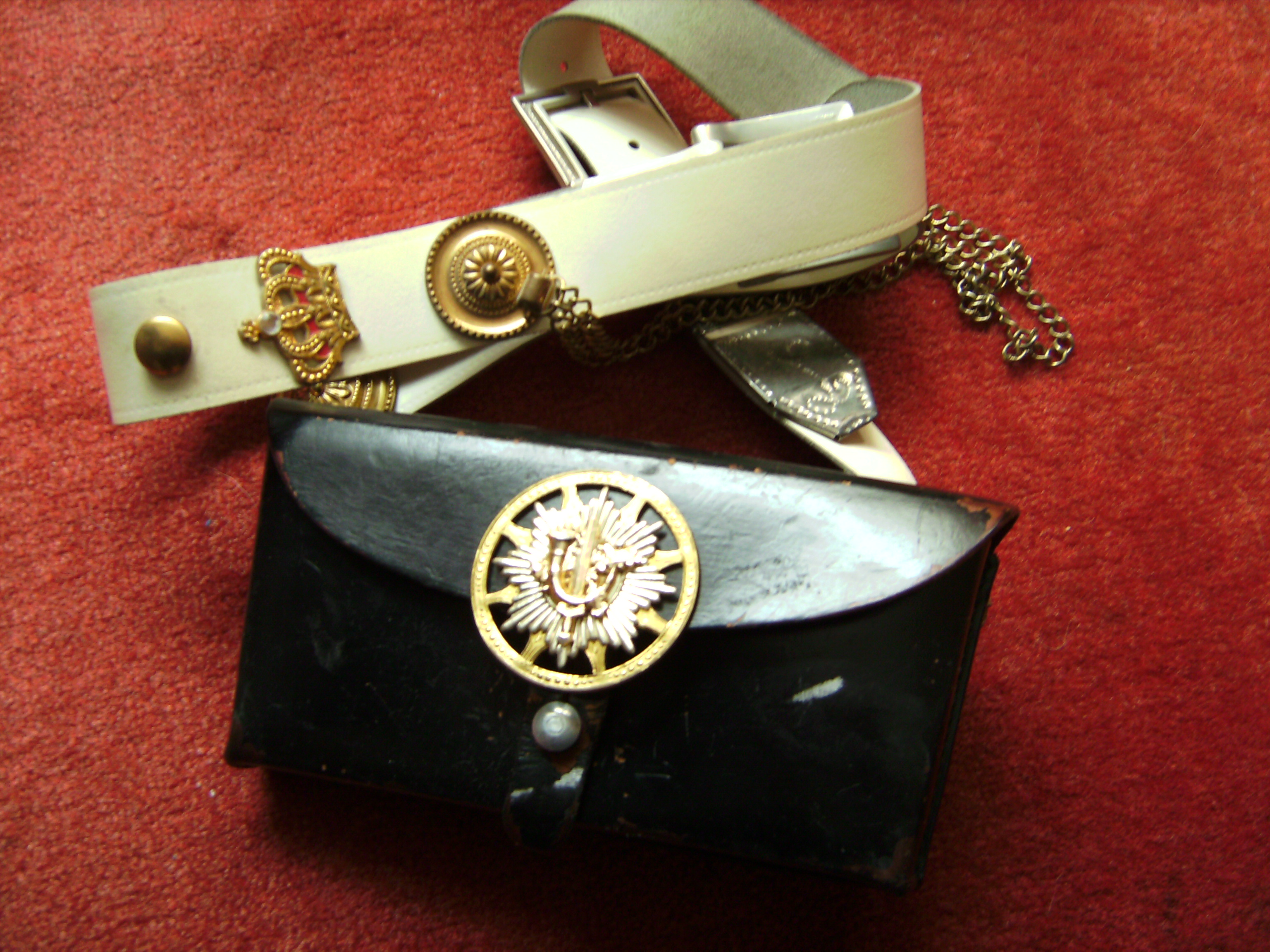
En kartuschlåda från Konungariket Hollands tid som fransk lydstat

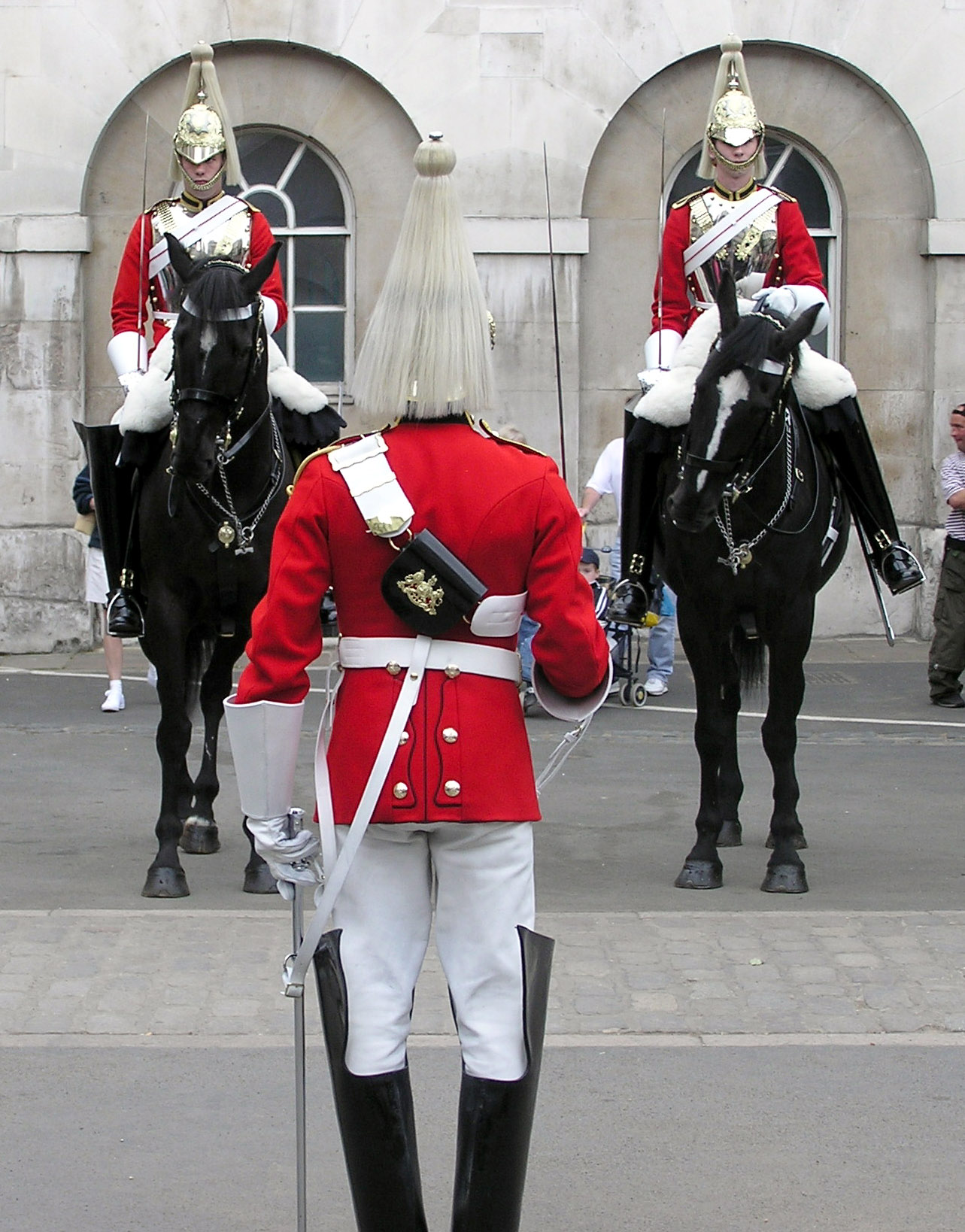
Hur kartuschen bärs. (Brittisk beriden högvakt).

Kartuschlåda, även kartuschväska eller kartusch (franska cartouchière, patronväska), är en låda av trä, metall alternativt styvt läder som bärs till uniform i en så kallad kartuschrem vilken kan bäras över vänster om karbinrem saknas (och under axelklaff/epålett). eller över höger axel om kavalleristen även bär karbinrem.

## Historik
Kartuschlådan var ursprungligen avsedd för ammunition och oljeflaska, som ett patronkök för kavalleriets karbiner, men har på senare tid övergått till att tjäna ett dekorativt syfte. 
En kartuschväska kunde i början av 1700-talet ha måtten 30x12x4 centimeter och vara överklädd med älghud samt ha en kartuschrem av älgskinn eller buffelhud, 3,6 centimeter bred och 180–190 centimeter lång, med mässingssölja.

## Sverige
Inom den svenska Försvarsmakten används idag kartuschlådor av drabanterna, officerare och specialistofficerare vid Livgardet livskvadron och dragonmusikkår till trupparaddräkt. Officerare använder kartuschlåda m/1847 och specialistofficerare kartuschlåda m/1895.
Hederskartusch m/1815-1849 bärs av chefen för Södra skånska regementet (P7) och hederskartusch m/1815-1859 bärs av chefen för Bergslagens artilleriregemente (A9).

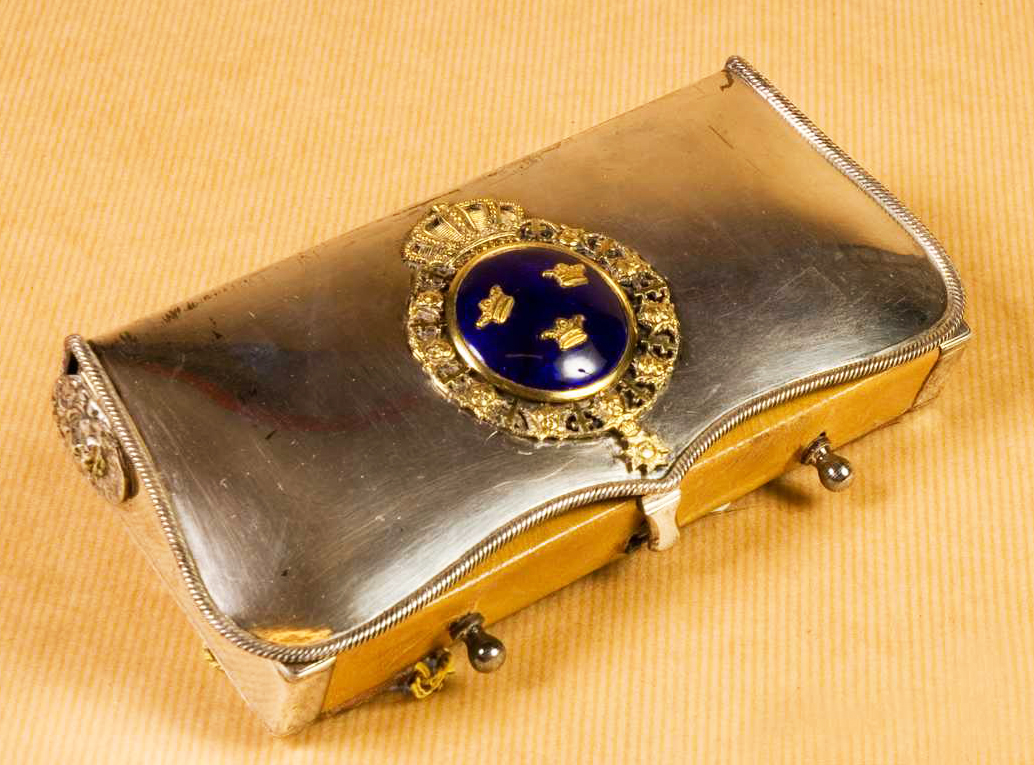
Kartuschlåda m/1847.
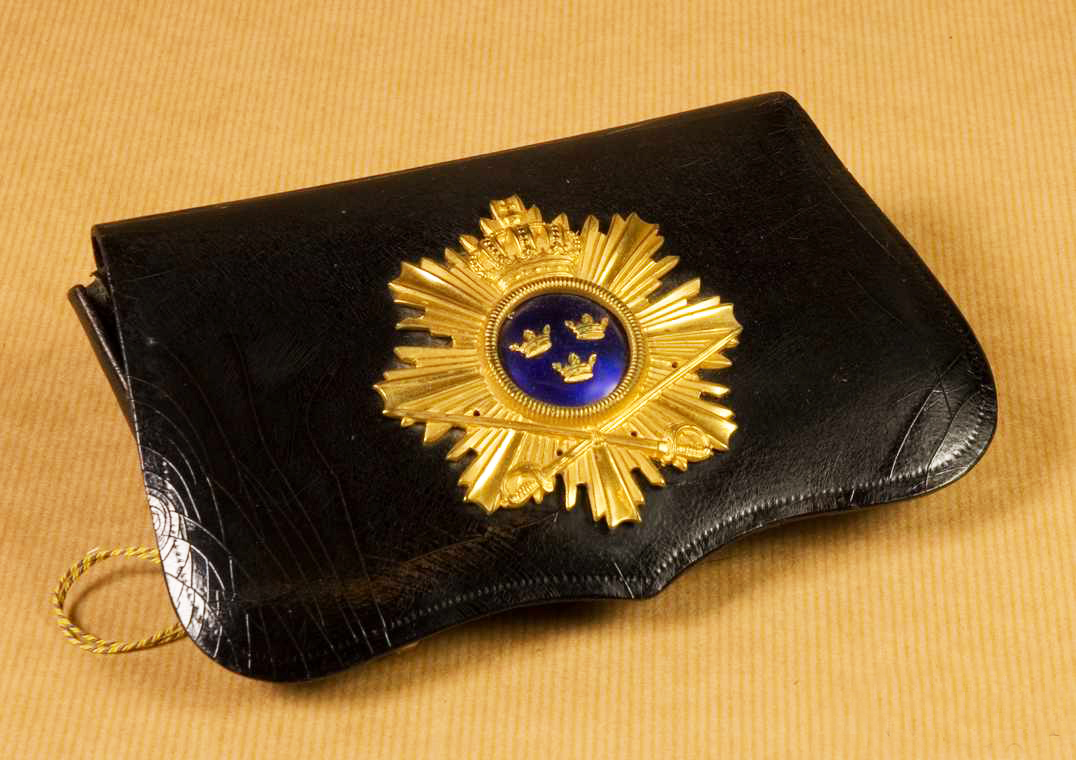
Kartuschlåda m/1895.